# 神戸町立神戸中学校
神戸町立神戸中学校（ごうどちょうりつ ごうどちゅうがっこう）は岐阜県安八郡神戸町にある公立の中学校。
神戸町唯一の中学校であり、神戸小学校、北小学校、南平野小学校、下宮小学校の児童が進学する。

## 沿革
- 1947年（昭和22年）4月 - 神戸町、北平野村、南平野村、下宮村で学校組合を設立し、安八郡学校組合立神戸中学校として開校。本校は神戸町北平野村組合立神戸小学校の校舎の一部を使用し、南平野村立南平野小学校に南平野分校、下宮村立下宮小学校に下宮分校を設置。
- 1950年（昭和25年）
  - 4月1日 - 北平野村が神戸町に編入される。北平野村の一部（白鳥地区）は揖斐郡池田村[注釈 1]に編入されたことにより、この地区の生徒は揖斐川町・本郷村・池田村・八幡村・宮地村五ヶ町村組合立揖南中学校[注釈 2]へ転出する。
  - 4月 - 現在地に新築移転[注釈 3]。南平野分校、下宮分校を廃止。
- 1954年（昭和29年）4月1日 - 神戸町、下宮村、南平野村が合併し、神戸町となる。同時に神戸町立神戸中学校に改称する。南平野村の一部（青木・草道島）は不破郡赤坂町に編入されたことにより、この地域の生徒は赤坂町立赤坂中学校へ転出する。
- 1960年（昭和35年）4月1日 - 神戸町に大野町（旧揖斐郡川合村）西座倉を編入。この地区の生徒は組合立揖東中学校から転入する。
- 1975年（昭和50年） - 鉄筋コンクリート造の校舎（南舎。現・中央棟）が完成。時計台があるのは当時南舎だった名残である。
- 1976年（昭和51年） - 校舎を増築（北舎）する。これにより旧校舎がなくなった（別棟の技術室や体育館を除く）。
- 1982年（昭和57年） - 後者を増築（南舎）する。現在の中央棟はこの時点では本館と名称変更している。
- 1987年（昭和62年） - 隣接地に神戸町の社会教育施設として神戸体育館を建設し、神戸中学校の施設としても使用開始。事実上体育館が2つとなる[注釈 4]。
- 2009年（平成21年)  - 旧体育館を取り壊す（跡地に神戸町学校給食センターを建設）。これにより神戸体育館を中学校の体育館として移管。